# ویکتور کورتزکی
ویکتور کورتزکی (انگلیسی: Victor Koretzky؛ زادهٔ ۲۶ اوت ۱۹۹۴) دوچرخه‌سوار اهل فرانسه است.
وی در مسابقات کشوری و بین‌المللی در مجموع برندهٔ ۸ مدال طلا، ۵ مدال نقره شده‌است.